# Coepelduynen
Coepelduynen este o arie protejată (arie specială de conservare — SAC, sit de importanță comunitară — SCI) din Țările de Jos întinsă pe o suprafață de 188 ha, integral pe uscat.

## Localizare
Centrul sitului Coepelduynen este situat la coordonatele 52°13′21″N 4°24′53″E / 52.2224°N 4.4147°E.

## Înființare
Situl Coepelduynen a fost declarat sit de importanță comunitară în decembrie 1996 pentru a proteja . Situl a fost protejat și ca arie specială de conservare în februarie 2010.

## Biodiversitate
Situată în ecoregiunea atlantică, aria protejată conține 6 habitate naturale: Dune mobile cu vegetație embrionară, Dune mobile de-a lungul țărmului cu Ammophila arenaria („dune albe”), Dune de coastă fixe cu vegetație erbacee („dune gri”), Dune cu Hyppophaë rhamnoides, Dune împădurite din regiunile atlantică, continentală și boreală, Depresiuni intradunale umede.
La baza desemnării sitului se află un număr nedeclarat de specii protejate: